# Зерноїд строкатоволий
Зерноїд строкатоволий (Sporophila bouvreuil) — вид горобцеподібних птахів родини саякових (Thraupidae). Мешкає в Південній Америці. Раніше вважався конспецифічним з савановим зерноїдом.

## Опис
Довжина птаха становить 9,5—10 см, вага 9 г. Виду притаманний статевий диморфізм. У самців верхня частина голови, крила і хвіст чорні. Нижня частина тіла і спина рудувато-коричневі. Очі темно-карі, верхні повіки чорні, нижні коричневі. На крилах є невеликі білі «дзеркальця». Дзьоб чорнувато-сірий, лапи чорні. Самиці мають переважно піщано-коричневе забарвлення, нижня частина тіла у них охристі, живіт білуватий. Крила чорнуваті з коричневими краями.

## Поширення і екологія
Строкатоволі зерноїди мешкають на півдні Суринаму, на півночі Французької Гвіани та в Бразилії (від гирла Амазонки і Мараньяну на схід до Ріу-Гранді-ду-Норті, на південь до південного Мату-Гросу і Гоясу, північного сходу Сан-Паулу і Ріо-де-Жанейро, також окремі популяції мешкають на північному заході Мату-Гросу, на півночі Рондонії та на південному сході Амазонасу). Вони живуть у саванах серрадо і в сухих чагарникових заростях. Зустрічаються на висоті до 1100 м над рівнем моря. Живляться насінням. Приєднуються до змішаних зграй птахів в кладці 2—3 яйця, інкубаційний період триває 13 днів. За сезон може вилупитися від 2 до 4 виводків.